# Костылева, Наталья Геннадьевна
Наталья Геннадьевна Костылева (род. 26 сентября 1969 года) — советская и российская самбистка, чемпионка Мира, Европы и России, обладатель Кубков Мира и России, Заслуженный мастер спорта России по борьбе самбо, мастер спорта России по борьбе дзюдо, город Краснокамск. Почётный гражданин города Краснокамска.

## Биография
Наталья Геннадьевна в 15 лет пришла в школу самбо. Её первым тренером был Андрей Коновалов. С 1989 года тренировалась под руководством Василия Перчика. С 1996 по 2003 годы училась на заочном отделении в Чайковском государственном институте физической культуры и спорта. В 1996 году была признана лучшей спортсменкой Пермской области.
После завершения спортивной карьеры Наталья Костылева перешла на тренерско-преподавательскую работу. Тренирует девушек. Одновременно привлекается к судейству.
Пользуется огромным авторитетом среди воспитанниц. В своей работе использует индивидуальный подход, новаторские методы тренировок, дающие высокий результат. Кумир в спорте — Василий Швая.
Выполняет функции заместителя директора детской спортивной школа по учебно-спортивной работы.
Наталья Геннадьевна Костылева награждена денежным призом по итогам 2007 года.

## Лучшие воспитанники
- Бурылова Екатерина[2] (Мастер спорта России) — чемпионка Мира, призер этапа Кубка Мира, победительница первенства Мира, Европы, России. Призёр чемпионата Приволжского ФО, победитель Спартакиады молодежи России, призёр Кубка России.

## Награды и звания
- Заслуженный мастер спорта России по борьбе самбо (18 мая 1995 года)

- Мастер спорта России по борьбе дзюдо

- Отличник физической культуры и спорта

- Почётный гражданин города Краснокамска (19 апреля 1999 года)